# 罗吉尔·培根
罗吉尔·培根（英語：Roger Bacon，1214年—1294年），英国方济各会修士、哲学家、炼金术士。他学识渊博，著作涉及当时所知的各门类知识，并对阿拉伯世界的科学进展十分熟悉。提倡经验主义，主张通过实验获得知识。

## 生平
罗吉尔·培根生于英国萨默塞特郡伊尔彻斯特的伊尔彻斯特修道院。具体的出生时间已无法确定，唯一相关的记载是他在1267年的著作中说“从我第一次接触字母表，至今已历40年”，而他在13岁进入牛津大学读书是确定的，于是研究者假设他在进入牛津之前不认识字母表，从而推定他的出生时间是1213或1214年。如果他进入牛津之前已经识字，那他的出生时间应该是1220年以后。培根的家境比较富裕，但是在亨利三世在位期间，家里的很多财产被掠夺，一些家庭成员被流放。
培根在牛津大学就读时可能曾师从罗伯特·格罗斯泰斯特，后在牛津大学讲授亚里斯多德的思想。没有证据证明他拿到了博士学位，他的“万能博士”的称号是死后才有的。1237-1245年之间他曾前往欧洲学术研究中心之一法国巴黎大学任教。1247年他回到了牛津大学，购买了很多书籍和仪器，谢绝社会和学术活动，开始自己的研究。大约1256年他成为方济各会修士，从此失去教职。1260年更是受到方济各会的禁令，要求他不能随便出版书籍:13-17。
培根受到的科学教育和他自己的研究使他看到了当时学术争论的很多缺陷：没有教师懂得希腊文，使得他们仅仅通过低劣的翻译来了解亚里士多德的思想。物理学并不像亚里士多德提倡的通过实验来研究，而是对典籍进行争论。目睹这一切的培根反对这种空洞的争论，提倡实验的重要性，并且出于他直率的个性，他到处宣扬他认为正确的方法，猛烈抨击他所不同意的，这给他带来了很多的麻烦。1256年培根一向抨击的康沃尔的理查德开始担任英国方济各会的首脑。不久，培根被转到法国的一所修道院。此后十年他只能通过写信和朋友们交流。
培根曾给Gui Faucoi le Gros（后来的教宗克雷芒四世）写信，后者对培根的学说很感兴趣，并希望他提供一篇详尽的论文。因为考虑到方济各会的无特许下不得在会外传播自己的著作的规定，培根对这一要求十分犹豫。克雷芒四世任教宗後，督促培根不顾规定，秘密写一本书给他。培根遵命写成涉及到修辞学，逻辑学，数学，物理学和哲学的作品《大著作》，于1267年寄给教宗。同年他继续写了《大著作》的提要《小著作》，1268年他写了为防止前两部著作丢失而写的简要综合本《第三著作》，均寄给克莱芒四世。这部书包含了当时各科学术，并真正地阐述了科学研究的方法。不过培根并没有把每个题目都详尽地阐述，只是写了一个大纲，准备日后扩充。可惜的是，教宗于1268年去世，并没有看到这部著作:17-19。
根據紀載，培根从1277年起因對方济各会激進派的同情，對一些占星術理論的好鬥立場，而在1277年被判软禁兩年。不過一些現代研究指出培根被監禁的說法來自於他死後八十年左右的紀載，並不可信，
1278年的某個時候，培根回到了牛津的方濟各會之家，在那裡他繼續他的研究，並在1292年後他完成了他最後一篇著作the Compendium Studii Theologiae不久後死亡，之後被葬在牛津的某處。